# واجب ما بعد المدرسة
واجب ما بعد المدرسة (بالكورية: 방과 후 전쟁활동)؛ هو مسلسل ويب كوري جنوبي، من بطولة شين هيون سو ، إم سي مي وكيم كي هي. مبني على رواية الويب التي تحمل نفس الاسم من تأليف ها ال-كون، تم اصدار الجزء الاول من 6 حلقات على تيفينج في 31 مارس 2023. تم اصدار الجزء الجزء الثاني في 21 ابريل 2023.

## القصة
تظهر مخلوقات غريبة فوق سماء الأرض وتسبب خسائر فادحة. لزيادة القوة العسكرية في كوريا، تعلن الحكومة أن جميع الجامعات والمدارس الثانوية ستنتظم في قوات الاحتياط. وفي الوقت نفسه، يشعر الطلاب في الصف الثالث والصف الثاني في المدرسة الثانوية بالارتباك بسبب الموقف الذي يواجهونه. لقد درسوا بجد لامتحانات القبول بالجامعة، لكن تلك الامتحانات لن تُعقد هذا العام. بدلا من ذلك، يتم تعيينهم لقوات الاحتياط.

## طاقم
- شين هيون سو في دور لي تشون-هو، قائد فصيلة يقدر القانون العسكري، حازم مع الطلاب ويهتم بالأطفال أكثر من أي شخص آخر.[6]
- ام سي مي في دور بارك ايون-يونغ، مدرسة الصف في الفصل 2-3 التي تعطي الأولوية لسلامة الطلاب.[7]
- كيم كي هي في دور كيم تشي-يول، طالب عادي بدون حضور وممثل خارجي.[8]
- لي سون وون في دور كيم ون بين، وهو رقيب مساعد مخلص لـ تشون هو.[9]
- تشوي مون هي في دور لي نا را، طالبة مليئة بالغموض.[10]
- كيم سو جيوم في دوور كوون إل ها، طالب مشاغب من الصف 2-3 ويفعل ما يشاء.[11]
- لي ايون في دور نوه اي سول، وهي طالبة هادئة ونادرًا ما تتعايش مع صديقاتها.[12]
- كوان اون بين في دور يون بورا، وهي طالبة تتمتع بشخصية هادئة ومزاجية.[13]
- مون سانغ مين في دور وانغ تاي مان، طالب.[9]
- وو مين جيو في دور كيم ديوك جونغ، خبير عسكري موهوب.[9]
- شين سو هيون في دور تشا سو يون، طالبة في الصف 2-3.[14]
- اهن دو جيو في دور كوك يونغ سو، وهو طالب من الصف 2-3 الذي يخلق صراعًا مع زملائه في الفصل بمظهره الأناني بالقلق على سلامته حتى في أوقات الأزمات.[15]
- يو جو ها في دور كيم يو جونغ، رئيسة الفصل 2-3 التي تحاول اتخاذ قرارات عقلانية حتى في المواقف المربكة.[16]
- كيم سو-هي في دور لي سون يي[17]

## الانتاج
بدأ التصوير في أغسطس 2021. ، المسلسل من اخراج سيونغ يونغ إيل الذي عمل على صف الاكاذيب (2019).

## روابط خارجية
- الموقع الرسمي
 (بالكورية)
- واجب ما بعد المدرسة على موقع IMDb (الإنجليزية)
- واجب ما بعد المدرسة على موقع قاعدة بيانات الفيلم (الإنجليزية)
- واجب ما بعد المدرسة على هانسينما